# دیازنیلیوم
دیازنیلیوم (به انگلیسی: Diazenylium) یک ترکیب معدنی شیمیایی با فرمول شیمیایی +N۲H است. این مولکول کاتیونی، یکی از اولین یون‌های مشاهده شده در میان ابرهای میان ستاره‌ای است. از آن زمان، دیازنیلیوم در چندین نوع مختلف از محیط‌های بین ستاره‌ای مشاهده شده‌است. 